# Украинизмы
Украини́змы — слова, фразеологизмы, а также синтаксические и грамматические конструкции украинского языка, используемые в другом языке, в частности, в русском.
Украинизмами принято называть слова или обороты речи в каком-либо языке, заимствованные из украинского языка или созданные по образцу украинского слова или выражения. Украинизмы существуют в русском, белорусском, польском, словацком, венгерском, румынском, молдавском и некоторых других языках. Многие слова и словосочетания украинского языка прочно вошли в активный словарь русскоязычных жителей Украины и фиксируются толковыми словарями русского языка («хлопцы», «дивчина», «жинка», «огарка», «чёботы», «мурашки», «дерун», «горилка», и другие).

## Устаревшие украинизмы в литературном русском языке
- В русском поэтическом языке XVII—XVIII веков искусственное чтение буквы «ѣ» как «и» (вместо дифтонга «йэ» или, реже, «'э»)[8], в том числе и у великорусских авторов[9].
- Сближение звуков [и] и [ы] в поэзии XVII—XIX столетий: рифмы кудри — пудры, жизни — отчизны[10].

## Исторические украинизмы, освоенные русским языком
- Изменение орфоэпических норм (XVII век)[9]:
  - ударение в именах Савва́тий, Меле́тий, Кондра́т, Ви́ктор, Михаи́л, Самуи́л и т. д. вместо прежних Саввати́й, Мелети́й, Ко́ндрат, Викто́р, Миха́ил, Саму́ил; это ударение в свою очередь отражает второе южнославянское (балканское) влияние, которое сильнее закрепилось в Западной Руси, нежели в Восточной;
  - окончание прилагательных -ый вместо -о́й;
  - нейотированное произношение «е» в начале слов, заимствованных до XVIII века (прежде всего церковных терминов, вошедших в русский через церковнославянский);
  - разрушение акцентных групп с перетяжкой ударения на проклитику: во и́мя, на го́ру, по чи́ну и т. п. вместо прежней московской нормы во́ имя, на́ гору, по́ чину.
- Стилистическое влияние на литературный язык Московского государства (Русского царства) украинской старокнижной традиции во второй половине XVII века[11].
- Лексические заимствования, как отражающие украинскую культуру и быт: галушки[12], гопак[13] и др., так и вышедшие за их пределы: борщ (в смысле «свекольный суп»), бублик[2], сырник (от украинского «сир» — творог; заимствование XIX века, вытеснившее исконное «творожник»), (творожный) сырок (аналогичное заимствование XX века)[14], брехня, надыбать,[15] шкирка (от украинского «шкіра» — кожа)[16];
- Словообразовательные модели на -роб (рус. -дел; ср. хлопкороб по аналогии[17] с украинским заимствованием хлебороб[18]), -щина (названия регионов по городу, реке, народу — в отличие от исконно русского суффикса со значением принадлежности, в том числе помещичьих или монастырских земельных владений, отражённого в ряде российских топонимов)[источник не указан 1761 день].

Также к украинизмам (или полонизмам) относят синтаксическую конструкцию «на Украине» аналогично употреблению «на» с названиями регионов в украинском языке. Сравните, однако, сочетания «на Руси», «на Москве» (Московщине), а также «на родине» и «на чужбине» (как указание географического местоположения).

## В современном русском языке

### Синтаксические
- Замена практически не употребляемых в украинском языке активных причастий на словосочетания «такой, что» (или «такой, который»). Такая конструкция встречается в украинских русскоязычных СМИ.
- «Скучать за» (кем-, чем-либо) вместо нормативного «скучать по» (кому-, чему-либо)[22].
- «Смеяться с (кого-л.)» вместо «смеяться над (кем-л.)»[23].
- «Богатый на (что-л.)» вместо «богатый (чем-л.)»
- Предлог «с» в значении «из» (с России, с Москвы)[24].

### Фонетические
- «Мы́шление» (ср. «ми́слення»)[источник не указан 1761 день]
- «Обо́стриться» (ср. «заго́стритись»)[источник не указан 1761 день]
- «Углу́биться» (ср. «загли́битись»)[источник не указан 1761 день]
- «До́быча» (ср. «здо́бич»)[источник не указан 1761 день]

### Морфологические
- «Сгинать», «нагинаться» и т. п. вместо «сгибать», «нагибаться»[источник не указан 1761 день].

### Лексические
- «Брунька» вместо «почка» (у растений).
- «Ведомый» или «Видомый» (укр. Відомий) вместо «известный».
- «Выкрутка» вместо «отвёртка».
- «Ганьба» вместо «позор».
- «Двигун» вместо «двигатель».
- «Донька» вместо «дочка».
- «Заробитчанин» — вместо «трудящийся-мигрант» или германизма «гастарбайтер».
- «Заява» вместо «заявление».
- «Зрада» вместо «предательство» и «перемога» вместо «победа» (в русскоязычном политическом сленге Украины с 2014 года) — ироническое обозначение соответственно пессимистической и оптимистической оценки деятельности украинских властей.
- «Имость», «йимость» (укр. їмость[25]) — у украинских грекокатоликов название жены священника[26].
- «Козак» вместо «казак» (об украинских козаках запорожцах — напр. у Гоголя).
- «Майдан» как имя собственное вместо «Площадь Независимости» (в Киеве), а также о массовых протестах. Реже (в речи русскоязычных жителей Украины) — о других центральных площадях населённых пунктов.
- «Мова» вместо «язык» (об украинском языке).
- «Незалежность» (укр. незалежність; саркастично, с отрицательной окраской) вместо «независимость» (об Украине).
- «Паска» вместо «кулич»[источник не указан 1761 день].
- «Покращення» (саркастично) вместо «улучшения» (о результатах президентского правления Виктора Януковича).
- «Помаранчевый» (с политической коннотацией) вместо «оранжевый»[27].
- «Рада» — официальное название украинского парламента (в советские годы переводилось как «совет», в настоящее время употребляется без перевода) и неофициальное местных советов вместо «совет».
- «Свидомый» (с политической коннотацией) вместо «сознательный» (саркастично о национально сознательных гражданах Украины).
- «Тика́ть» — вместо «убегать»[28].
- «Указивка» — вместо «указание»[29].
- «Хай» или «нехай» — вместо «пусть», «пускай».
- «Ховаться» — вместо «прятаться».
- «Чухаться» — вместо «чесаться»[30].
- «Човгать» — вместо «шаркать» (ногами).
- «Шукать» — вместо «искать».

Также часто в своей речи русскоязычные жители Украины могут употреблять прижившиеся украинские слова, такие как: олия (растительное масло), бараболя (картошка), буряк (свёкла), бурьян (сорняк), цибуля (лук), кавун (арбуз), горилка (водка), чарка (рюмка), ставок (пруд), жменя (горсть), боягуз (трус), окуляры (очки), напруга (напряжение), споймать (поймать), позычить (одолжить) и т. д.
С началом независимости и украинизации делопроизводства к распространённым бытовым украинизмам добавились официально-деловые — в первую очередь, названия документов, с которыми имеют дело граждане: угода (соглашение), ухвала суда (решение суда), дозвил (разрешение), наказ (приказ) и т. п.